# Tutow
Tutow je obec ležící v zemském okrese Přední Pomořansko-Greifswald v německé spolkové zemi Meklenbursko-Přední Pomořansko.

## Geografie a doprava
Tutow leží necelých 8 kilometrů západně od Jarmenu a přibližně 16 kilometrů východně od Demminu. Správním územím obce protéká na východě říčka Kuckucksgraben, která se severně od Tutowa vlévá do řeky Pěny. K obci náleží i uměle vytvořená vodní plocha Casinosee. Ojediněle se na obecním území nachází také lesnatý porost Na západě obce se nachází letiště. Obcí samotnou prochází silnice č. 110 (Bundesstraße 110), která se v Jarmenu napojuje na dálnici č. 20 (Autobahn 20).

## Historie
Oblast Tutowa byla osídlena již v době kamenné, o čemž svědčí nálezy hrobů. Jižně od silnice č. 110 byly nalezeny zbytky staroslovanských hradeb o ploše přibližně dvou hektarů, tzv. Staré město (Alte Stadt). Západně byly nadto odkryty pozůstatků mladoslovanského osídlení, tzv. Staré šance (Alte Schanze) či Wallberg. Toto opevnění bylo zničeno pravděpodobně ve 13. století. Ve stejném čase vznikly v jeho blízkosti vesnice Tutow (dnešní Tutow-Dorf) a Kruckow.
Dnešní Tutow vznikl v 30. letech 20. století jako osídlení při stavbě letiště na místě kruckowského poplužního dvora Witterwerderu. Dne 1. října 1938 obdržela tato vesnice oficiální název Tutow/Flughafen. Před a během druhé světové války zde byla umístěna stíhací letka a největší škola bojového létání Třetí říše. V místní pobočce firmy Arado-Werke byly montovány stíhačky Focke-Wulf Fw 190.
Po válce byla větší část letiště zničena Rudou armádou, zbytek byl využíván jak sovětskou tak východoněmeckou armádou. V roce 1986 byly postaveny byty, škola a další sociální zázemí, aby zde mohli být umístěni letci stíhacího pluku a jejich rodiny. Poslední sovětští vojáci opustili Tutow v roce 1994. Poté převzala obec vojáky využívané panelové sídliště do své správy.
Z nedokončené víceúčelové stavby hotelu byla roku 1946 vytvořena konzervárna. V roce 1952 byla zestátněna a do roku 1974 nesla jméno VEB Nordfrucht. Vedle ovocných a zeleninových konzerv zde byla vyráběna také hořčice, která byla známá v celé NDR jako Tutower Senf (Tutowská hořčice). Po pádu bolševického režimu v NDR byla továrna privatizována a změnila několikrát majitele. Nakonec byla výroba přenesena do Stavenhagenu a továrna zavřena. Nadále je ale hořčice vyráběna pod značkou Tutower Senf. Po uzavření továrny se zvýšila nezaměstnanost Tutowerských až k 70 %, což donutilo část obyvatel k přestěhování se za prací. V důsledku toho klesl počet obyvatel z 1 550 v roce 2004 na 1 372 v roce 2006 a 1 241 v roce 2008. Úpadek obce vystihuje i zavření diskontního supermarketu, pobočky spořitelny a řeznictví. Dále byla ve školním roce 2005/06 místní základní a reálná škola sloučena pod jarmenskou školu, čímž byla uchráněna před podobným osudem.